# Kankrej
La kankrej est une race bovine indienne. Elle est aussi connue sous les noms de bannai, nagar, talabda, vadhiyar, vaghiyar, wagad, waged, wadhiar, wadhir ou wadial.

## Origine
Elle provient de la province de Gujerat au nord de Mumbai. Elle est élevée notamment dans le Rann du Kutch, une région de marécage saumâtre à période de sécheresse annuelle. Elle y est élevée depuis l'invention de l'agriculture dans cette région. 
 Des individus achetés par les portugais ont servi à créer la race Guzerat, nom dérivé de la province d'origine.

## Morphologie
Elle porte une robe gris métallisé allant du gris argent au noir acier. Les jeunes naissent avec une couleur rouge qui disparait progressivement vers 6 à 9 mois. Il existe des individus à robe rouge, mais ce caractère est récessif. La bosse zébuine et le train arrière sont plus sombre, surtout chez les mâles. La peau est noire et les poils courts. Les longues cornes sont en lyre et les oreilles larges et pendantes. Les pattes sont courtes et fines et les sabots menus.

## Aptitudes
C'est une race utilisée essentiellement pour sa force de travail dans les travaux agricole et pour le transport. Elle donne accessoirement un peu de lait, mais en aucun cas de la viande. Comme dans les régions de religion hindoue, la vache est sacrée et la viande est taboue. C'est une race résistante aux maladies véhiculées par les tiques et peu sensible à la tuberculose bovine et aux avortements contagieux.